# Trnovi Laz
Trnovi Laz (cyr. Трнови Лаз) – wieś w Serbii, w okręgu toplickim, w mieście Prokuplje. W 2011 roku liczyła 46 mieszkańców.